# 帕拉姆普里特·辛格·兰达瓦
帕拉姆普里特·辛格·兰达瓦（英語：Parampreet Singh Randhawa），簡稱P·S·兰达瓦（P. S. Randhawa），印度前外交官，曾任印度駐突尼斯大使、印度駐肯尼亞高級專員兼驻索马里、厄立特里亚大使、印度駐愛丁堡總領事等職務。

## 經歷
帕拉姆普里特·辛格·兰达瓦曾任印度駐愛丁堡總領事至2006年。2006年至2010年，任印度駐肯尼亞高級專員，兼任駐索馬里、厄立特里亞大使。
2010年7月28日至2012年9月30日，任印度駐突尼斯大使。